# La Gifle (film, 1970)
Pour les articles homonymes, voir La Gifle.
Pour plus de détails, voir Fiche technique et Distribution.
La Gifle (Ohrfeigen) est une comédie allemande réalisée par Rolf Thiele et sortie en 1970.
Le film est librement inspiré du roman Hét pofon (1934) de l'écrivain hongrois Károly Aszlányi (hu) ainsi que du film allemand Les Sept Gifles (1937) de Paul Martin. Une jeune femme communiste gifle le président en exercice du conseil d'administration d'une banque qui, selon elle, l'a dépouillée de son argent. Contrairement au film précédent, et dans le cadre de l'évolution croissante du réalisateur Rolf Thiele vers les comédies érotiques, elle est nue lorsqu'elle gifle.

## Synopsis
La jeune Eva hérite un jour de sa grand-mère des actions d'une entreprise. Avec les intérêts, elle finance la communauté intentionnelle de gauche extra-parlementaire « Roter Oktober » (litt. « Octobre rouge »), dont elle fait partie avec douze autres personnes. Mais soudain, à la suite d'une manipulation du banquier Thomas Nathan Terbanks, les actions perdent beaucoup de leur valeur, si bien que les intérêts ne suffisent plus à financer la communauté. Eva proteste à sa manière contre le capitalisme : elle se présente à la réunion du conseil de surveillance de la banque de Terbanks uniquement vêtue de bottes et d'un manchon. Elle gifle le représentant de Terbanks en pensant qu'il s'agit de Terbanks. Celui-ci, à son tour, n'est guère impressionné par la prestation d'Eva, lève la séance et quitte la pièce avec les autres.
Quelque temps plus tard, Terbanks reçoit la visite de sa maîtresse Celeste, qui attire son attention sur la station de radio pirate d'Eva et de ses acolytes. La jeune femme y fulmine contre Terbanks et son entreprise et appelle à retirer son argent de la banque pour qu'il ne lui reste que son bas de laine. Bientôt, les partenaires de Terbanks s'intéressent à la chaîne, qui accuse notamment Terbanks de financer un trafic d'armes. Comme la bonne réputation de Terbanks commence à en souffrir, il finance sans hésiter la construction d'un orphelinat et fait exploser le bateau sur lequel se trouve l'émetteur de la radio par l'intermédiaire d'hommes de main. Eva veut savoir s'il est impliqué dans cette affaire et se jette sous sa voiture. Terbanks, qui est de plus en plus séduit par Eva, lui achète des vêtements, se force à se montrer un peu révolutionnaire. Cependant, il s'aperçoit vite que la coercition est plus efficace et il finit par essayer de la faire chanter, si bien qu'elle part. Sur le bateau de Terbanks, elle trouve peu après tous les ustensiles nécessaires à l'exploitation d'un émetteur. Terbanks les lui offre, à condition qu'il écrive les textes qu'elle devra lire. Indignée, Eva saute du bateau, mais elle est ramenée à bord par les hommes de Terbanks. Il l'emmène dans sa propriété pour qu'elle fasse sécher ses vêtements. Là, Eva fait la connaissance de Celeste, qui lui prête des vêtements et lui avoue qu'elle est depuis longtemps sur la « liste noire » de Terbanks, car il se désintéresse de ses maîtresses avec le temps. Pendant ce temps, Terbanks fait servir un dîner décadent, fait étalage d'or et de caviar et cherche à convaincre Eva des avantages du capitalisme. Celle-ci mange le caviar et se défend plus tard devant les communards en expliquant que sa forme de protestation emprunte justement d'autres voies. Elle est exclue de la communauté.
Avec Céleste, Eva tente de mettre en place une nouvelle station de radio pirate en mettant en commun leurs actions dans l'entreprise. Elles s'allient pour cela à Mme Moore, ministre des finances, et à Wan Tan, chef de la mission commerciale chinoise. Tous deux vendent leurs actions à Eva avant que Terbanks ne puisse les racheter. Parallèlement, Eva se laisse acheter par Terbanks afin de ne diffuser à l'avenir que des programmes approuvés par lui. Elle reverse une partie de l'argent à la communauté. Finalement, Eva, Celeste, Mme Moore et Wan Tan détiennent la majorité des actions. Elles décident donc de réactiver l'entreprise et de lui donner sa vocation, à savoir « l'évaluation des techniques de transmission électromécaniques et électroniques en vue de l'obtention d'une licence de diffusion ». En attendant l'obtention de cette licence, les trois femmes peuvent, avec l'autorisation de Terbanks, diffuser leur programme sur son émetteur. Outre les chansons et les publicités, Eva commence rapidement à s'en prendre à Terbanks et à sa banque, Céleste et Lady Moore essayant en vain de l'arrêter. Pendant ce temps, la communauté tente de ne pas répéter les anciennes erreurs, mais ne peut éviter que la remplaçante d'Eva ne cherche elle aussi à attirer l'attention en protestant nue.

## Fiche technique
- Titre français : La Gifle[1]
- Titre original allemand : Ohrfeigen[2]
- Réalisation : Rolf Thiele
- Scénario : Willibald Eser, Paul Hengge (de), Peter M. Thouet (de)
- Photographie : Wolf Wirth (de)
- Montage : Alfred Srp
- Musique : Ulrich Roever (de)
- Décors : Maleen Pacha
- Production : Herbert Maris
- Société de production : Maris GmbH & Co. Filmproduktion KG (Munich)
- Format : couleurs par Eastmancolor - son mono - 35 mm
- Pays de production :  Allemagne de l'Ouest
- Langue originale : allemand
- Durée : 95 minutes
- Genre : comédie
- Date de sortie :
  - Allemagne de l'Ouest : 5 mars 1970
  - France : 13 septembre 1973

## Distribution
- Gila von Weitershausen : Eva
- Curd Jürgens : Thomas Nathan Terbanks
- Alexandra Stewart : Célestine
- Nadja Tiller : Lady Moore
- Balduin Baas : Vice-Premier ministre
- Werner Pochath : Jürgen, communard
- René Deltgen : Wan Tan
- Charles Régnier : Ministre des Finances
- Horst Keitel : Ministre des Affaires sociales
- Hans Peter Hallwachs : Bingo
- Gert Wiedenhofen